# Ibrahim Conteh
Ibrahim Conteh (sinh ngày 2 tháng 11 năm 1996)  là một cầu thủ bóng đá người Sierra Leone thi đấu cho Persipura Jayapura ở Liga 1 ở vị trí tiền vệ.